# أبجديات الموت
أبجديات الموت (بالإنجليزية: The ABCs of Death)‏ هو فيلم رعب تم إنتاجه في الولايات المتحدة وصدر سنة 2012 من إخراج أدم وينغارد وناتشو فيجالوندو وغيرهم.

## القصة
ينقسم الفيلم إلى 26 فصلاً فرديًا ، كل فصل يديره مخرج مختلف مخصص له حرف من الأبجدية. بعد ذلك تم إطلاق العنان للمخرجين في اختيار كلمة لإنشاء قصة تتضمن الموت. تتراوح أنواع الوفيات من الحوادث إلى القتل.

## الميزانية والإيرادات
حقق الفيلم أرباح تقدر بـ 21 ألف دولار.

## وصلات خارجية
أبجديات الموت على موقع IMDb (الإنجليزية)
- أبجديات الموت على موقع ميتاكريتيك (الإنجليزية)
- أبجديات الموت على موقع روتن توميتوز (الإنجليزية)
- أبجديات الموت على موقع نتفليكس (الإنجليزية)
- أبجديات الموت على موقع قاعدة بيانات الأفلام العربية
- أبجديات الموت على موقع ألو سيني (الفرنسية)
- أبجديات الموت على موقع أول موفي (الإنجليزية)
- أبجديات الموت على موقع بوكس أوفيس موجو (الإنجليزية)
- أبجديات الموت على موقع فيلمافينيتي (الإسبانية)
- أبجديات الموت على موقع قاعدة بيانات الأفلام السويدية (السويدية)